# 宋昶
宋昶，山西襄陵人，明朝政治人物。舉人出身。
永樂六年，戊子科山西鄉試中舉，后任王府審理。